# Francis Albarède
Francis Albarède es un geoquímico y profesor francés que nació en 1947 y desde enero de 2011, primer Director del Laboratorio de "Geología y Medio Ambiente" de Lyon.

## Biografía
En la década de 1960 Francis Albarède estudió ciencias naturales en la Universidad de Montpellier y en 1972, defendió una tesis de geoquímica dirigida por Claude Allègre.
En 1976, defendió una tesis de geoquímica isotópica luego de dos años en Caltech, en 1979 fue nombrado profesor en la escuela nacional superior de geología de Nancy y en 1991 se incorporó a la École normale supérieure de Lyon donde es Director del Departamento de Ciencias de la vida y la tierra.
Francis Albarède es una referencia científica en el campo de la geoquímica y las Ciencias de la Tierra en general.

## Obras
- La Géochimie, Que sais-je?. Presse universitaires de France (1976)
- Introduction to geochemical modelling, Cambridge University Press, (1995)
- La Géochimie, Gordon and Breach, (2001)
- Geochemistry: An Introduction, Cambridge University Press, (2003)